# Charmé
Charmé – miejscowość i gmina we Francji, w regionie Nowa Akwitania, w departamencie Charente.
Według danych na rok 1990 gminę zamieszkiwało 411 osób, a gęstość zaludnienia wynosiła 36 osób/km² (wśród 1467 gmin regionu Poitou-Charentes Charmé plasuje się na 617. miejscu pod względem liczby ludności, natomiast pod względem powierzchni na miejscu 757.).